# Society for Ethnomusicology
The Society for Ethnomusicology (SEM) és la societat més gran del món dedicada al camp de l'etnomusicologia, que fou fundada l'any 1955. Té la seu als Estats Units i disposa d'un nombre molt important de membres internacionals. El 2010 disposava de 1900 membres personals i 850 membres institucionals. Les seves conferències i publicacions inclouen estudis de tot tipus de músiques des de pràcticament qualsevol perspectiva, però destaquen les tradicions populars i vernaculars i, des de finals del segle xx, les no tradicionals i occidentals, així com també l'estudi de totes les músiques des de la perspectiva de l'antropologia i d'altres ciències socials. En aquest sentit, la SEM ha evitat subscriure's a una definició específica d'etnomusicologia.
La Society for Ethnomusicology és, juntament amb el Consell Internacional de Música Tradicional i el Fòrum Britànic d'Etnomusicologia, una de les tres principals associacions internacionals d'etnomusicologia. La seva missió és promoure la investigació, l'estudi i la interpretació de la música en tots els períodes històrics i contextos culturals.
Fundada oficialment el 1955, els seus orígens es remunten a novembre de 1953 quan, en el context de la reunió anual de l'Associació Antropològica Americana de Filadèlfia, s'aconseguí un acord informal entre Willard Rhodes, David McAllester i Alan Parkhurst Merriam. Tots tres van viatjar junts a la reunió anual de la American Musicological Society a New Haven per obtenir el suport del musicòleg Charles Seeger en el seu esforç per crear una nova societat acadèmica. Aquesta reunió va suposar el llançament del Ethno-musicology Newsletter, la primera publicació en sèrie dedicada a l'etnomusicologia, que conté notes sobre projectes de recerca de camp actuals, una bibliografia i una llista d'enregistraments d'interès per a la naixent disciplina. La primera reunió anual de la societat va ser a Filadèlfia, el setembre de 1955. Al llarg de les dècades, The Society for Ethnomusicology va crear un entorn que permetia als estudiosos publicar i presentar els seus treballs des del camp, comunicar-se millor i connectar-se amb els companys investigadors i ofereix oportunitats de lideratge per a aquells que s'esforcin per millorar el camp de l'etnomusicologia.
Actualment, la societat publica un butlletí trimestral, una revista trimestral titulada Etnomusicology, amb les seves corresponents seccions de bibliografia, discografia, filmografia, videografia. Organitza una conferència internacional anual i més d'una dotzena de conferències regionals, i manté un lloc web actiu, oferint més d'una dotzena de premis per a beques i serveis, com ara el premi Jaap Kunst al millor article publicat en aquest camp.